# Michael Ignaz Schmidt
Pour les articles homonymes, voir Michael Schmidt et Schmidt.
Michael Ignaz Schmidt (30 janvier 1736 - 1er novembre 1794) est un historien allemand.

## Biographie
Michael Ignaz Schmidt naît le 30 janvier 1736 à Arnstein, il remplit diverses fonctions publiques dans la principauté ecclésiastique de l'évêché de Wurtzbourg. Conseiller aulique, il donne des leçons d'histoire à l'archiduc François (devenu plus tard empereur). Il meurt à Vienne

## Œuvres
- Neuere Geschichte Der Deutschen (Nouvelle Histoire des Allemands) (1778-1793), il n'en donne que les onze premiers volumes, qui vont jusqu'en 1626 : les onze autres volumes, rédigés sur ses matériaux par Joseph Milbiller, conduisent cette histoire jusqu'en 1806. Thibault de Laveaux en a traduit en français une partie sous le titre Histoire des Allemands (1784-1789).